# Klostergebäude Aldersbach

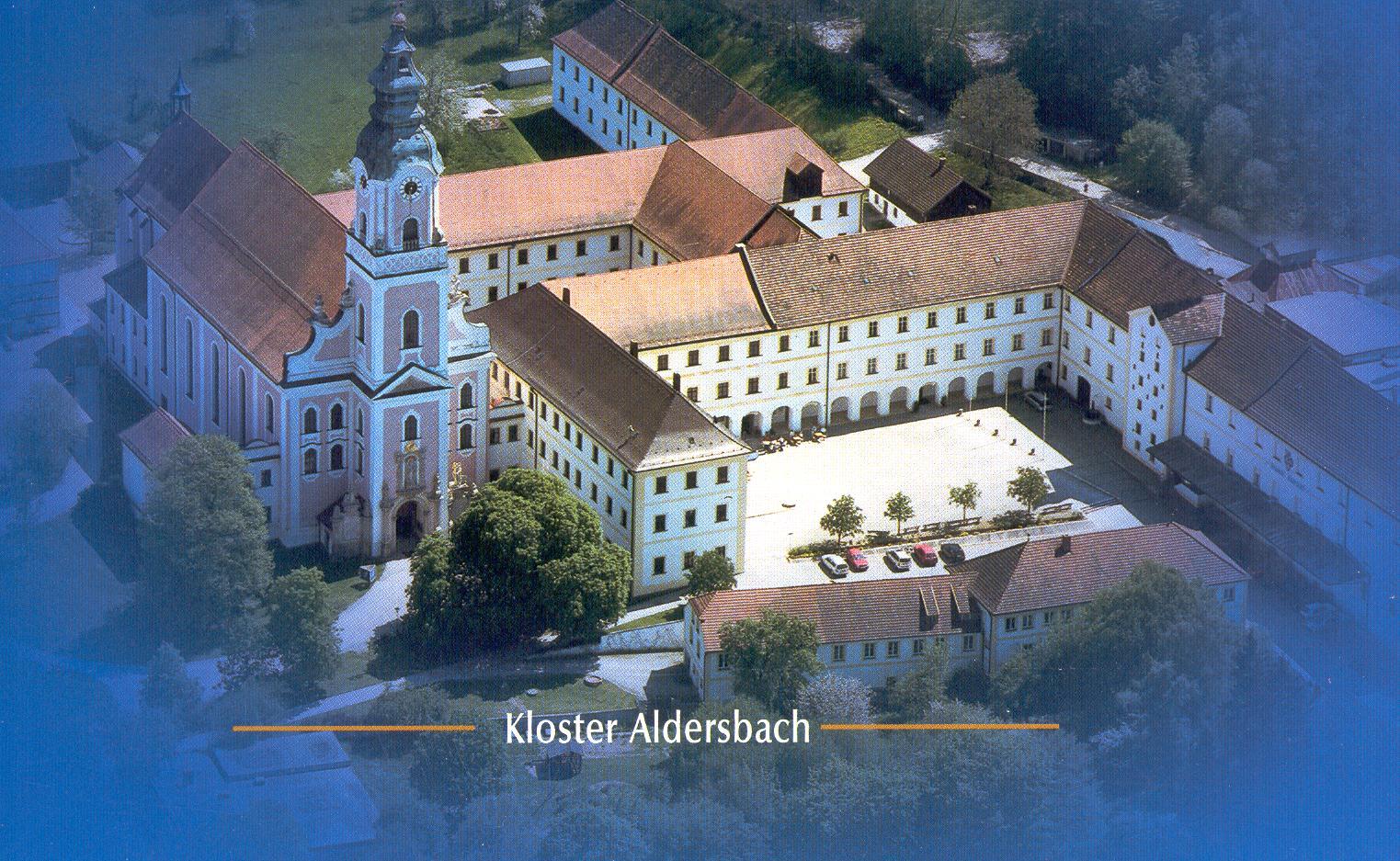
Luftbild des Klosters

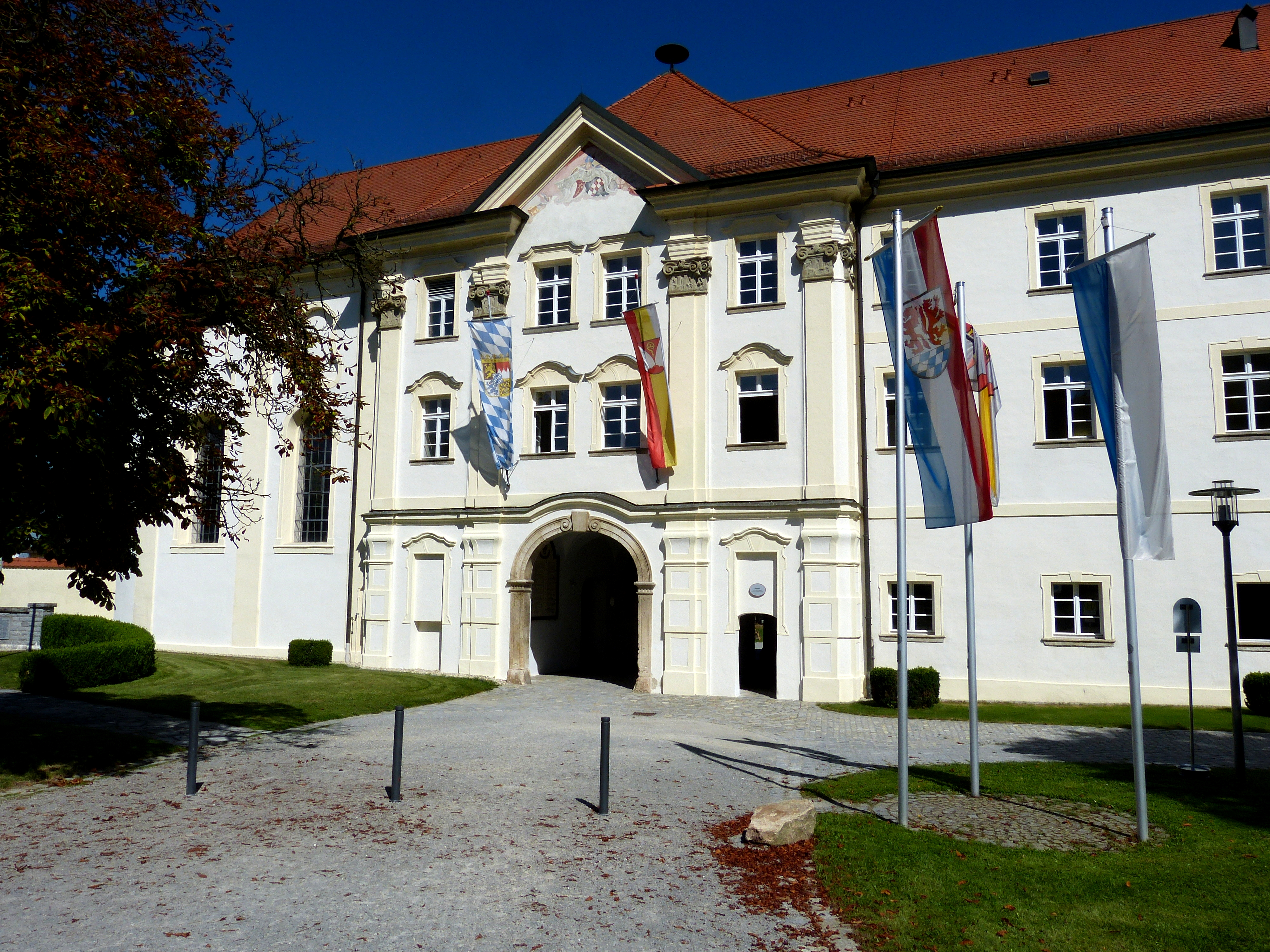
Torhaus mit Portenkapelle

Innenraum der Portenkapelle

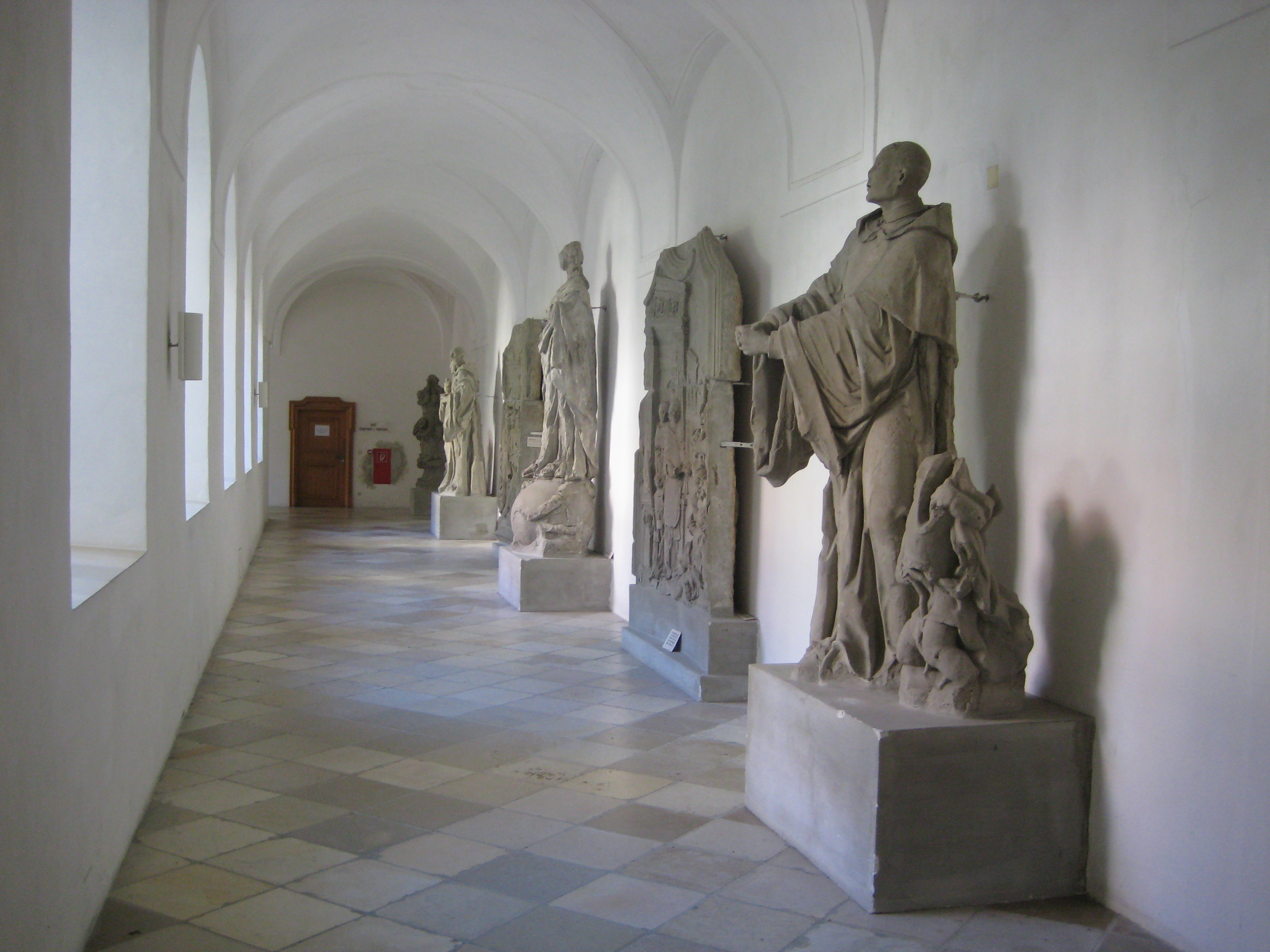
Kreuzgang

Die Klostergebäude Aldersbach bilden mit der Klosterkirche Mariä Himmelfahrt ein barockes Gebäudeensemble im niederbayerischen Aldersbach, das nach der Säkularisation im Jahr 1803 verschieden (Brauerei, Gastronomie, Pfarrhaus und Begegnungszentrum) genutzt wird. Zum ehemaligen Kloster Aldersbach gehörten die Klosterkirche, das Torhaus mit der Portenkapelle, die Loretokapelle und vier Flügel um den Klosterhof mit Kreuzgang und Prälatur.

## Torhaus mit Portenkapelle
Das Torhaus wurde 1767 unter Abt Theobald II. zusammen mit der Portenkapelle erbaut. Beide bilden die westlichen Teile eines Langflügels, der nördlich der Klosterkirche liegt. Das Torhaus ist durch einen dreiachsigen Risalit und ein Walmdach als eigenständiges Gebäude kenntlich gemacht.
Die sogenannte Portenkapelle wurde anstelle einer mittelalterlichen Kapelle neben der Pforte im Jahr 1767 im Anschluss an das Torhaus erbaut und ist nach Westen ausgerichtet. Das Bauwerk wurde 1985 außen und 2000/2001 im Innern renoviert.
Der halbrund geschlossene Rokoko-Raum wird durch große Rundbogenfenster erhellt und durch ein Spiegelgewölbe abgeschlossen. Das Innere wird durch Pilaster auf flachen Rücklagen und ein reich profiliertes Gesims gegliedert, das wellenförmig über den Fenstern verkröpft ist. Das feine Wandrelief wird durch Stuckaturen gebildet, die vermutlich aus dem Kreis um Feichtmayr herrühren. Sie bilden verklammernde Rocaille-Agraffen sowie Vasen mit Blüten und Putten. Das Deckenfresko ist bezeichnet mit M. Gündter und der Jahreszahl 1767; es bildet trotz geringer Abmessungen das Hauptwerk des Augsburger Stuckateurs. Der hohe gemalte Attikakranz nimmt Bezug auf die Wandgliederung. Darüber bildet ein untersichtig dargestellter Streifen die landschaftlichen oder architektonischen Hintergründe für die Schmerzen Mariä. Über der Empore ist in einer Tempelkulisse die Beschneidung dargestellt, seitlich die Flucht nach Ägypten und die Auffindung des predigenden Jesuskinds im Tempel, der Abschied von der Mutter und die Kreuztragung. Über dem Altar ist die Pietà auf dem Berg Golgatha dargestellt; als siebte Darstellung ist die plastisch geschnitzte Gruppe des Kruzifixes mit der Mater Dolorosa zu ergänzen.
Die Stationen mit der wiederkehrenden Darstellung der vom Schwert durchbohrten Maria waren als Sujet für eine Freskenmalerei ungewöhnlich; sie bildeten meist den Gegenstand volkstümlicher Andachtsbilder. Die Gesamtkomposition ist vergleichbar mit dem späteren Fresko Günthers in der Mentelberger Kreuzkapelle in Tirol. Die Szenen werden girlandenartig verknüpft durch leichte Überschneidungen und Übergänge der Schauplätze. Der weit geöffnete Himmel ist in fahler Helligkeit mit einem Band rauchfarbener Wolken dargestellt, die sich um das Kreuz von Golgatha ballen. Die Hauptfiguren sind graziös und leicht introvertiert dargestellt. Eine für Günther typische Heldenfigur ist der auf einem Vorsprung des Sockels gezeigte sprechende Christusknabe, dem als idyllisches Bild die Flucht der Heiligen Familie gegenübersteht. In der Farbigkeit wird jede Buntheit vermieden; selbst die symbolischen Marienfarben sind hell gebrochen. Das Bild der Beschneidung ist weiß gehalten und fein mit Gelb abgestimmt. Dieses Spätwerk ist charakteristisch für den spätbarocken Ausklang der Freskenmalerei, die hier zum Rückzug ins Innerliche tendiert.
Der ehemalige Altar ist von Günther als Fresko auf die Rückwand gemalt. Der Philosoph und Astronom Dionysius Areopagita beobachtet die Sonnenfinsternis beim Tode Christi. Diese Darstellung ist auf den ehemaligen Altar der Kapelle bezogen, der sich seit der Säkularisation in Aholming befindet. In dem Baldachin, der in der Mitte einen Durchblick zum Fresko frei ließ, stand das geschnitzte Kruzifix mit der Mater Dolorosa. Diese Gruppe bildete die letzte im Zyklus der Sieben Schmerzen. Weiter befinden sich in Aholming die zugehörigen Steinfiguren des heiligen Bernhard und des heiligen Leonhard, dem die Portenkapelle früher geweiht war. Der heutige Altar stammt aus der Sakramentskapelle der Klosterkirche.

## Loretokapelle
Die Loretokapelle ist ein eigenständiges Bauwerk nördlich neben dem Langhaus der Kirche, das mit diesem durch einen Gang und einen Nebenraum verbunden ist. Sie wurde im Jahr 1739 durch die österreichische Adelsfamilie von Mannstorf gestiftet. Sie ist vom Typus her vergleichbar mit der Kapelle in Thyrnau.
Das Bauwerk ist ein kleiner Rechteckraum mit Tonnengewölbe in freier Nachbildung der durch Brand geschädigten Santa Casa in Loreto. Das dort ruinöse Steinmauerwerk wurde in Putz nachgebildet; die Wölbung wurde abweichend vom Vorbild künstlich geschwärzt. Dem Vorbild entsprechen genau die Freskofragmente, die vom Brand verschont blieben und das mehrfach wiederholte Bild der Madonna mit Heiligen darstellen. An der Nordwand ist das zugemauerte alte Portal nachgebildet, daneben eine Nachbildung des S. Armario. Im Mauerverband sind außerdem Steine mit Weihekreuzen und der ährenförmige Reliefstein eingelassen. Die Westempore reicht bis dicht unter die Wölbung; ihre Brüstung ist dekorativ bemalt und trägt die Jahreszahl 1739. Das Gemälde auf der Unterseite zeigt die Maria der Verkündigung und den heiligen Joseph. Östlich sind der Kamin und eine kupferverkleidete Nische für die Nachbildung des brandgeschwärzten Gnadenbildes von Loreto angeordnet. Der östliche Raumteil ist abgetrennt durch ein hohes Gitter, vor dem der Altar aufgestellt ist.

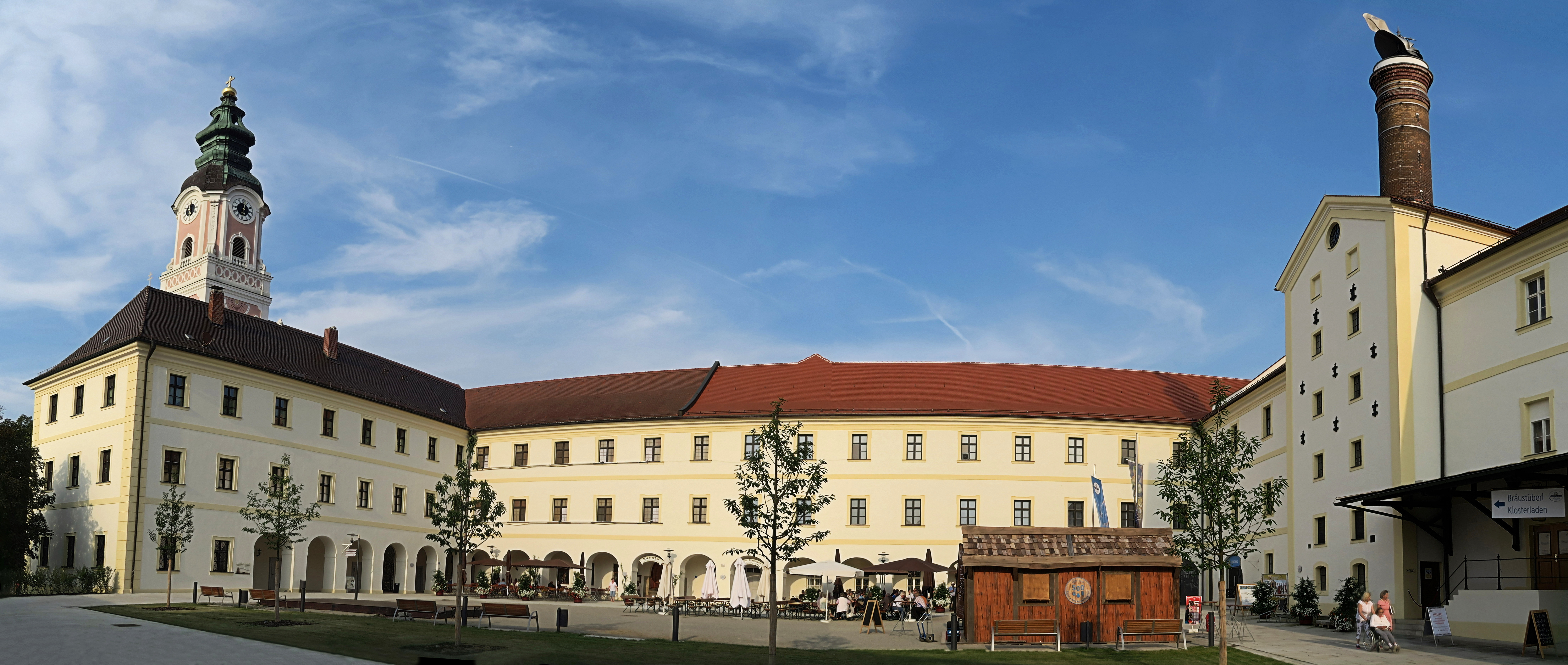
Klosterhof

## Die Klausurgebäude
Die Klausurgebäude wurden seit dem späten 17. Jahrhundert neu erbaut und bestehen aus vier Flügeln, die sich um einen Kreuzgang gruppieren, mit der nach Westen hin als freiem Trakt vorspringenden Prälatur.

### Prälatur
Die Prälatur beherbergt heute in den Räumen des ersten Obergeschosses den Pfarrhof; diese wurden in den Jahren 1994–1996 renoviert. Die Stuckaturen sind Werke aus den Jahren 1746/47 von Johann Baptist Modler aus Kößlarn; besonders hervorzuheben ist die dichte Dekoration des Ecksaals. Bildreliefs stellen die Jahreszeiten als Landschaften und einen barocken Garten dar. An den Saal schließt sich die kleine Kapelle an. Das Fresko ist nach Stilbefund ein Werk von Johann Jakob Zeiller, aus der Zeit um 1746. Im zweiten Obergeschoss sind weitere Stuckdecken von Modler zu finden. Diejenigen des Eckzimmers wurden um 1765 geschaffen und zeigen frei behandeltes Rahmen- und Rocaillewerk wie in der Residenz zu Passau.

### Westflügel
Der Westflügel enthält im ersten Obergeschoss zwei repräsentative Speisezimmer, die im Jahr 1985 renoviert wurden. Die Stuckaturen wurden um 1750 von einem Mitglied der Familie Modler, allerdings nicht Johann Baptist geschaffen. An den Plafonds und als Supraporten wurden derb-erzählerische Reliefbilder modelliert; die Farbfassung wurde nach Befund erneuert. Im ersten Raum zeigt das große Mittelbild Daniel in der Löwengrube und in den Supraporten findet Samson im Rachen des Löwen einen Bienenschwarm; Bischof Ignatius von Antiochien wird unter Kaiser Trajan dem Löwen vorgeworfen. Im zweiten Raum ist im Mittelfeld das Abendmahl dargestellt; die Eckreliefs zeigen jahreszeitliche Landschaften; in den Supraporten werden der Mönchsvater Antonius von Padua und Paulus von einem Raben mit Fisch und Brot ernährt. Im zweiten Obergeschoss befindet sich der Fürstensaal, der sogenannte Salomonssaal. Die Fresken des Spiegelgewölbes wurden in den Jahren 2003–2006 renoviert, wobei die Fehlstellen belassen wurden. Das Werk entstand vor 1737/1738 und wird Andreas Math aus Vilshofen zugeschrieben. Dargestellt sind Szenen aus dem Leben König Salomons.

### Südostflügel
Im Südostflügel befindet sich im zweiten Obergeschoss der sogenannte Rekreationssaal, dessen Stuck aus dem Umkreis des Giovanni Battista Carlone und aus der Zeit um 1680 stammt.

### Bibliothek
Die Bibliothek liegt im Südflügel über dem ehemaligen Refektorium. Der Rechtecksaal reicht über beide Obergeschosse. Das Fresko des Spiegelgewölbes ist mit M(atthäus) Gündter ... 1760 bezeichnet und wurde 1985 renoviert. Die Malereien zwischen den Fenstern sind übertüncht; ihre Freilegung ist vorgesehen; das Schrankwerk wurde im 19. Jahrhundert verkauft.
Das große Fresko hat das Bündnis von Religion und Wissenschaft zum Thema und nimmt dafür eine scheinperspektivische, zur Saalmitte zentrierte Säulenhalle als Szenerie. Das ovale zum Himmel hin offene Kuppelgewölbe zeigt die Heilige Dreifaltigkeit als Sitz der Weisheit. Die vier Seiten der Halle sind in korbbogigen Arkaden ebenfalls weit geöffnet als Räume für die allegorischen Gruppen. Sie stellen die folgenden Szenen dar: auf der Eingangsseite empfängt Bernhard von Clairvaux den Strahl der göttlichen Weisheit; die von ihm bekämpften Irrlehrer werden gestürzt. Auf der Fensterseite sind christliche Vertreter der Naturwissenschaften einschließlich der Medizin zu sehen, darunter die heiligen Ärzte Kosmas und Damian. Die östliche Schmalseite zeigt die Allegorien der sieben freien Künste vor dem Musenberg Apolls mit Pegasus. Auf der westlichen Schmalseite scharen sich Vertreter der Theologie vor der auf einem Berg thronenden Ecclesia um den heiligen Thomas von Aquin.
Die scheinperspektivische Rahmenarchitektur ähnelt beispielsweise Francesco Rosas Fresko im Mittelsaal des Schlosses Lustheim in Schleißheim. Charakteristisch für den Spätstil Günthers ist die virtuose Helltonigkeit bei dennoch klarer Modellierung. Einige Partien in den Allegorien der Künste erinnern an Camaieu-Bilder in Weiß. Interessant ist ein Vergleich mit dem Weihnachtsbild des Lehrers von Günther, Cosmas Damian Asam in der Klosterkirche. Dort weist das Licht, welches die Farbskala überstrahlt, auf das himmlische Licht. Diese Art des Kolorits weist auf den frühen Klassizismus, wie auch die antikische Darstellung einiger Randfiguren im Bild der Künste.